# 제드카레

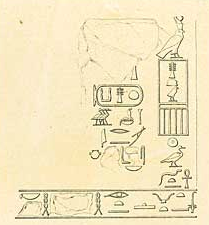

제드카레는 이집트 제5왕조의 파라오이다. "레의 영혼은 불멸이다"는 뜻이다. 출생명은 이세시이다.
토리노 파피루스에 따르면 그는 28년을 다스렸다. 하지만 이집트학 연구가들은 이것을 38년의 오류라고 보고 있다. 마네토는 자신의 연대기에서 제드카레의 재위기간을 44년이라고 보고 있다. 고고학적 자료에 따르면 그의 재위기간은 32년 이상이다.
제드카레부터는 더 이상 태양 신전을 짓지 않았다. 어떤 학자는 이것을 두고 오시리스의 영향력이 레를 넘어서기 시작한 것으로 보기도 한다.
그의 피라미드는 사카라에 위치해 있다.
| 전임 멘카우호르 | 제8대 이집트 제5왕조의 파라오 기원전 2414년 ~ 기원전 2375년 | 후임 우나스 |

## 같이 보기
- 파라오 목록